# Provincia di Pasco
La provincia di Pasco è una provincia del Perù, una delle tre della regione omonima. Il capoluogo della regione e della provincia è Cerro de Pasco. Ha una popolazione di circa 150 000 abitanti. Confina a nord con la regione di Huánuco, ad est con la provincia di Oxapampa, a sud con la regione di Junín, e ad ovest con la regione di Lima e la provincia di Daniel A. Carrión.
Ha una superficie complessiva di 4.758,57 km2 ed è suddivisa in 13 distretti: 
- Chaupimarca
- Huachón
- Huariaca
- Huayllay
- Ninacaca
- Pallanchacra
- Paucartambo
- San Francisco de Asís de Yarusyacán
- Simón Bolívar
- Ticlacayán
- Tinyahuarco
- Vicco
- Yanacancha